# Psilostrophe
Psilostrophe es un género de plantas fanerógamas perteneciente a la familia de las asteráceas. Comprende 19 especies descritas y de estas, solo 7 aceptadas.

## Taxonomía
El género fue descrito por Augustin Pyrame de Candolle y publicado en Prodromus Systematis Naturalis Regni Vegetabilis 7(1): 261. 1838.

## Especies
A continuación se brinda un listado de las especies del género Psilostrophe aceptadas hasta julio de 2012, ordenadas alfabéticamente. Para cada una se indica el nombre binomial seguido del autor, abreviado según las convenciones y usos.
- Psilostrophe bakeri Greene
- Psilostrophe cooperi (A.Gray) Greene
- Psilostrophe gnaphalioides DC.
- Psilostrophe gnaphalodes DC.
- Psilostrophe sparsiflora (A.Gray) A.Nelson
- Psilostrophe tagetina (Nutt.) Greene
- Psilostrophe villosa Rydb. ex Britton